# 舞-乙HiME
『舞-乙HiME』（マイオトメ）は、サンライズが中心となって展開する、テレビアニメ、コミック等からなるメディアミックス作品である。展開するメディアごとに設定やストーリーが異なるのが特徴。

## 概要
本作は舞-HiMEプロジェクトの第2弾として制作された。便宜上は『舞-HiME』の後継作品という位置付けとなるが、国内のアニメでは採用例が珍しい「スター・システム」により、キャラクターを俳優に見立てて再利用する形式が用いられているため、第1弾作品である『舞-HiME』との繋がりは一切なく、正確には「続編」とは扱いが異なる。これを示すものとしては第二弾の企画が「舞-HiME劇団第2回公演」と題されていた事が知られている。
発表当初のタイトルは、『舞☆MAiD』（まいすたーめいど）だった。
本作は、遥か昔人類が地球から移民した惑星エアルを舞台に、母親を探す少女アリカ・ユメミヤを主人公として、女性限定の職業「乙HiME（オトメ）」を軸に展開されるストーリー。
2006年11月に対戦格闘ゲーム『舞-乙HiME 乙女舞闘史!!（おとめぶとうし）』（制作・発売：サンライズインタラクティブ）が、秋にアニメ後日談のOVA『舞-乙HiME Zwei（ツヴァイ）』の制作・発売及び同OVAのコミカライズ（阿倍野ちゃこ作画、チャンピオンRED連載）が、また漫画版の後日談の続編『舞-乙HiME嵐』の連載が2007年18号（3月29日発売）より開始された（シナリオ及び作画は前作と同じ）。
2007年2月にアニメより100年前の時代を舞台にした『舞-乙HiME列伝（マイオトメ・サガ）アヤネ降臨♥篇』（徳間デュアル文庫 著者・沢上水也 イラスト・橘セブン）が発売され、以後この時代を舞台とした小説およびコミックが発売された。
2008年2月より同年11月にかけて、アニメ前日談のOVA『舞-乙HiME 0〜S.ifr〜（マイオトメ・シフル）』全3巻がリリースされた。

## あらすじ

### 舞-乙HiME
ある夜、ヴィントブルーム王国の風華宮に賊が侵入。国王と王妃が殺害され、国王に仕えていた元乙HiME（オトメ）も行方不明となる事件が起こる。
それから14年…。
徒歩で砂漠を越える少女アリカ・ユメミヤ。彼女は、生まれてすぐに生き別れた母親を捜すため、「かつて母が乙HiME（オトメ）であった」という情報のみを頼りに、母の持ち物であった「蒼天の青玉」と共に、世界唯一のオトメ養成専門学校「ガルデローベ」を目指し、ヴィントブルーム王国へやって来たのだった。
入国直後、アリカは偶然出会ったガルデローベの予科生ニナ・ウォンと、即位式を控えた我儘な王女マシロ・ブラン・ド・ヴィントブルームと共に、謎の秘密結社「シュバルツ」の操る巨大な化け物スレイブに襲われてしまう。危機迫るその時、颯爽と現れ圧倒的な力を持って事態を収めたマイスターオトメ、シズル・ヴィオーラに憧れを抱いたアリカは、その場でオトメになることを決意、ガルデローベへと中途入学する。
入学後、アリカは学園のハイレベルな指導や、特別入学に対する周囲の嫉妬に悪戦苦闘しながらも、学費の援助をしてくれる匿名の支援者を得る等多忙な日々を過ごす。その最中、即位したばかりのマシロ女王と共に迷い込んだヴィントブルーム城の地下空間でアリカは、古代の超破壊兵器「ハルモニウム」を発見する。直後、シュヴァルツのスレイブに襲われた二人は、止むを得ず「蒼天の青玉」を用いて主従の契約を交わす。これにより、マシロ女王のマイスターオトメとなったアリカは、圧倒的な力でスレイブを撃破する。
学園に内緒での主従契約（違反行為であり、学園長ナツキ・クルーガーやシズルらは感づいていたものの、ノーヒントでふたりがハルモニウムを見つけ出したことを重く見て、敢えて咎めずに「流れに任せる」ことにした）を解除する手がかりを求め、学園内、真祖の霊廟に忍び込んだアリカは思いも掛けず、華麗なオトメの歴史の裏に隠された闇 「戦争兵器として敵味方に分かれて戦わされたオトメ」の話を知り心乱れる。さらにニナの養父セルゲイ・ウォンに惹かれていることに気付き自分の気持ちに戸惑い始めるアリカだったが、同じく養父に惹かれるニナとの関係はエルスティン・ホーという仲介役もあり、対立関係から良き友人、ライバルとして共に切磋琢磨する関係へと昇華していった。
一方マシロは、ジパングの若君鴇羽巧海頭忠頼と出会い、自身の至らなさを指摘された事にショックを受け、女王としての責務を一時放棄してしまうが、アリカとどちらが早く「立派なオトメ」・「みんなを幸せにする女王」になるか、というそれぞれの夢を競争する約束を交わしたことで立ち直る。
そんな中、密かに手を組んでいたアルタイ公国、及びシュヴァルツの策略により、ルーテシアのレムスとロムルス国境付近において、双方のマイスターオトメによる戦闘が50年ぶりに引き起こされる。これを皮切りとして、世界情勢は一気に険悪な方向へと進み、ついに風華宮落成式の日、良き王として生まれ変わる決意を決めたマシロ達の目の前で、シュバルツの総攻撃が行われる。抵抗するガルデローベのオトメ達だったが、シュヴァルツの策略によりその力を封じられ、結果、ヴィントブルーム王国、及びガルデローベはハルモニウム共々、アルタイ・シュヴァルツの手に落ち、更にシズルは捕虜に、ナツキは国外逃亡を余儀なくされる。
この騒動の中、マシロを連れて逃げていたアリカだったが、彼女に対しシュバルツの放った刺客はあろう事か親友のエルスであった。その混乱の中、さらに、アリカを陰ながら支援していたパトロンがセルゲイであることを知ったニナは嫉妬と憎しみに苛まれ、アルタイの大公たるナギ・ダイ・アルタイが持つマイスターGEM漆黒の金剛石で契約を交す。ニナの嫉妬はアリカに向けられ、自らのスレイブを盾にしてアリカを庇ったエルスはスレイブと共に消滅する。結果的にエルスを殺してしまったニナをアリカは許せなかった。互いに憎みあい、エルスの示した引き返せない宿命の中で、怒りに身を任せ激突した…。

### 舞-乙HiME列伝（マイオトメ・サガ）
TVシリーズをさかのぼる事約100年。
武と誇りを尊ぶ東方の大国タイユァン7武候家の三位ハザクラ家のアヤネ・ハザクラは、8年前、当時ロサージュ連邦よりの亡命者の少年と出会い、将来彼のオトメとなって彼の手助けをすることを約束し、彼から「孤高の紅翡翠」を託された。
やがてオトメとなるためガルデローベに入学した彼女は、約束の少年を捜し出し、その約束を果たすことができるのか？

### 舞-乙HiME Zwei
TVシリーズ（ヴィント事変）から1年後、アリカは各国の協力の中、突如落下してきた巨大隕石を破壊し、世界を救った英雄とされていた。しかし、それは惑星エアル最大の危機の始まりだった。

### 舞-乙HiME 0〜S.ifr〜
アリカの母にして伝説の乙HiME、レナ・セイヤーズの現役時代の物語。ヴィントブルーム王族の落胤・シフルを巡って、ヴィントブルーム王家、ガルデローベ五柱、シュヴァルツ+アスワドがそれぞれの思惑から衝突し、シフルを奪い合う。自らの強すぎる力に悩むレナは、運命に翻弄されるシフルを救うことができるか。

## 専門用語

### 乙HiME（オトメ）
「乙Type Highly-advanced Materialising Equipment」（乙式高次物質化能力）
乙HiME（オトメ）とは、王侯貴族や大統領等特定の人物一人に付き、職務の相談役や身の回りの世話、護衛に至るまで、様々な局面において全面的にサポートする全世界の少女憧れの女性限定エリート職。
その育成が行えるのは、世界唯一の乙HiME（オトメ）専門学校「ガルデローベ」のみであるため、各国は奨学金をつける等、競って自国のオトメ候補生を学園へ送りこんでいる。ただし、乙HiME（オトメ）は、容姿、作法から頭脳、武術に至るまで、全てにおいて完璧を求められる為、卒業後プロである「マイスター」の資格を得る事ができる者はほんの一握り。学園入学とともに体内にナノマシンを埋め込まれるため、常人を遥かに超えた超人的行動が可能で、マイスターともなるとたった一人で一国と戦争出来る程の力を持つ。ゆえに各国の主要軍事兵力としての一面も持つ（竜王戦争）。
また、オトメが各国にいるため、下手に他国への侵攻が出来ないよう抑止力となっており、現代の核による安全保障にも似ているが、通常は貴族同士の決闘に近い形で全面戦争を防ぎ世界の秩序を保つシステムでもある。
なお、ナノマシンとの兼ね合いから乙HiME（オトメ）である間は異性恋愛を禁止されており（後述ナノマシン項参照）、常に恋か夢かの選択を迫られるが、中にはマイスターとしての責務を全うした後、結婚引退する者も存在する。
ただし、ガルデローベを中心として乙HiME（オトメ）に失われた科学力が独占されている事に反感を抱いている者（特に軍関係者）も多い。ヴィント事変後はガルデローベに秘匿されていた科学技術も各国に段階的に開放され、オトメの役割も大きく変わることとなった。

#### ガルデローベ
ヴィントブルーム王国内ビューネ自治区に存在する乙HiME（オトメ）を養成する事が出来る世界でただ一つの専門学校。
予科・本科の2年制学校であり、星組などのクラス分けがある。
受験資格
14歳から16歳までの女子。
教育期間
2年（全寮制）。コーラルクラス（予科生）50名とパールクラス（本科生）25名。
入学基準
基礎能力・容姿・可能性。
進級条件
卒業記念舞闘コーラル代表に任命された者と、代表二名を除き進級試験終了後の結果が上位23位以内の者。
退学条件
節目ごとの試験にて二回連続最下位の者。
備考
入学には、かなりの倍率と難関を潜り抜けねばならないが、乙HiME（オトメ）はあらゆる面において高い能力を求められる為、たとえ入学できたとしてもその後ハイレベルな教育と熾烈な競争を強いられ、コーラルクラス（予科生）からパールクラス（本科生）に進むだけでも約半数が脱落するという厳しい環境におかれる。
学園年間行事
中間考査
その名の通り中間試験。オトメとしての知識、気品等の習得状況を確認、ランキング化する試験であるが、踏破試験（通称、遠足）と呼ばれる実地試験もある。
卒業記念舞闘
パール生が卒業する前に行われる記念行事。代表選考会にて選ばれたコーラル生代表二名とパール生上位二名により行われる二対二の模擬戦闘。
代表に選ばれたコーラル生は成績に関係なく無条件でパール生への進級が認められる。
五柱の試し
パール生が卒業する前に行われる五柱の選定審査。指名は真祖自らが行うとされ、必ずしも毎年指名されるわけではない。

学園年間行事（舞-乙HiME列伝）
花泥棒の日（ブリューメンディープ）
パール生がコーラル生をお部屋係に選ぶ際の儀式。
パール生が、自分のお部屋係にしたいコーラル生の私物を持ち去り、代わりにカードを送る。カードを送られたコーラル生は、それに同意する場合にはカードを送ったパール生の元を訪れ、持ち去られた自らの私物の代わりにパール生の私物を受け取ることによりそのパール生のお部屋係となる。
TVシリーズの時代に存続しているかは不明。
感謝祭
かつて存在したパール生が卒業する前に行われる記念行事。
二大イベントであるベスト妹コンテストと御前舞闘からなる。
後のものとは異なり、姉妹の絆に重点を置かれた内容であり、来賓として列席する各国首脳はお飾り程度の扱いである。
ベスト妹コンテスト
建前は、一年間お部屋係として尽くしてくれた妹たちへの感謝とガルデローベの学生としての伝統と想いを引き継ぐための儀式。
実態は、パール生の投票による、コーラル生のミスコン。
投票権を列席する各国首脳に移すように改正案が毎年出されており、自らの卒業の後は現体制を維持できないと考えたソフィアの「一年間自分たちに尽くしてくれた妹たちに優劣はつけられない」との発言にパール生全員が賛同する形で廃止された。
御前舞闘
後の卒業記念舞闘とは異なり、パール生、コーラル生別のトーナメント戦。

#### 乙HiME（オトメ）に関するもの
五柱（ごちゅう）
乙HiME（オトメ）の存在そのものを護る、伝説のマイスターオトメ五人を指す。英名表記は "FIVE COLUMNS"。真祖を通してコーラル、パールのローブ認証が出来る。ガルデローベ卒業前に卒業予定者を対象とした儀式の一つ「五柱の試し」により、真祖自らに指名される。契約は真祖と交すため、一般的なマイスターのように主人を持たない。が、真祖に何かあるとコーラル、パール同様ローブが使えなくなる。TVアニメ開始時点のメンバーは、サラ・ギャラガー（一の柱）、ナツキ・クルーガー（二の柱）、シズル・ヴィオーラ（三の柱）、マーヤ・ブライス〈五の柱〉の4名で「四の柱」は欠員（後にジュリエット・ナオ・チャンがガルデローベ卒業後に四の柱として補充される）。各々の礼服にローマ数字でナンバーが記されている他、五柱の身分証と思われるものを携えている。また、ガルデローベの学園長は五柱から選ばれる。
鴇羽舞衣も五柱に選定されていたが、任命前に失踪の為、席はなくなっている。
真祖（しんそ）
本来はガルデローベ側の真祖は史上最初の乙HiME（オトメ）フミ・ヒメノ。シュヴァルツ・アルタイ側のいわば真祖は元蒼天の青玉レナ・セイヤーズ。オトメとして働き、後に子を成した者の身体が真祖に適する。
真祖フミ・ヒメノ
通称「真白なる金剛石」（ましろなるこんごうせき）。十二王戦争時代に現れ、戦乱に終止符を打ったと言われている伝説的人物。ガルデローベ霊廟にて永遠の眠りについている。その一方で、五柱を指名するお告げを示すなど、未だ現世への影響力を持ち続けており、オトメを見守っている。コーラル、パールのGEM、ナノマシンを生み出す事ができる。ただし彼女に何かあった場合は彼女を介した契約を行う乙HiME能力者（五柱マイスターオトメ、学園のマイスターオトメ〈教師〉、パールオトメ、コーラルオトメ）の乙HiME能力が無効化される（マスターと直接契約を行うマイスターオトメはこの限りではない）。
真祖レナ・セイヤーズ
通称「蒼天の青玉」（そうてんのせいぎょく）。14 (5) 年前にラドとの闘いで命を落としたレナ・セイヤーズの遺体を回収したシュヴァルツがフミ・ヒメノに対抗するために新たに据えた真祖。改造スレイブやワルキューレ部隊のGEMを産み出すことができる。ワルキューレローブはマイスターローブに渡り合えるが、スレイブ用のGEMと同じ機能が付いており、命令された作戦以外の行動ができない仕掛けがある。強力なジャミング効果を持ち、相手側のローブなどの認証を無効化する。
ナノマシン (Nanomachine)
超極小サイズの小型マシン。もはやガルデローベにしか残っていない技術。真祖から製造されるもののひとつ。
乙HiME（オトメ）の体内に点滴や注射によって注入され、血管を通じて全身に浸透・定着している。認証によって高次物質化エネルギーを与えられることにより、エレメントやローブを具現、物質化する。高次物質化エネルギーを受けていない状態でも、利用者の体力向上や、負傷・疾病に対する早期治癒といった能力を発揮する。
男性の持つ固有のY染色体とPSA（セリンプロテアーゼ）に極端に弱く、女性にしか定着しないため、オトメになれるのは女性のみであり、男性との性交渉で染色体及びPSA（前立腺特異抗原）簡単に言うと男性の精子などが体内に入るとナノマシンは分解し無力化されると同時に抗体を発生させて再定着は不可能になり、二度とオトメの力を使えなくなるため、結果的にオトメはオトメである限り、異性との交際は禁止される。また一度起動すると人体の細胞が活性化されるためか、マテリアライズが行われている間はたとえ肉体が老齢と言えるほどに加齢が進んでも、一気に最盛期の状態まで若返る事が可能。
GEM（ジェム）
"G"enerable "E"nigmatic "M"atrix
乙HiME（オトメ）全員が左耳につけているピアス。乙HiME（オトメ）の体内に埋め込まれたナノマシンの制御を行う為のもの。
ナノマシン同様、真祖から製造されるもののひとつ。かつてオトメであり、かつ、出産を経験した女性が真祖となってGEMおよびナノマシンを製造する事ができる。ただし、マイスターGEMの生成だけは真祖であってもできない。
マスターからの「認証」というプロセスを経ることで、高次物質化エネルギーの供給が開始され、ローブ（能力強化戦闘服）を纏い、エレメントを具現化できるようになる。マイスターGEMは個別のマスター（個人）、それ以外のGEM（および五柱のマイスターGEM）は真祖フミから高次物質化エネルギーを受け取る。高次物質化エネルギーの発生メカニズムそのものは不明であり、劇中では説明されない。
コーラル、パールはそれぞれ共通デザインでその能力もすべて均一。
マイスターGEMは個々でデザイン、能力、属性共に異なり、所有するGEMの名前がそのまま自身の称号となる。2個で1セットとなっており、マスターとなる個人との契約によって機能が有効となる。一度契約を行うと、特定の手順を経なければ解除することができない。マイスターオトメとそのマスターは、対となるオトメのピアスのGEMとマスターの指輪のGEMを通して命が繋がっており、文字通り一心同体となる。特にオトメのマテリアライズ時にはGEMを通じて感覚を共有しており、オトメが傷つけばそのダメージはそのままマスターへと伝わる事となり、オトメが死亡した場合にはマスターも死亡する（逆も同様）。
- ただし、『0〜S.ifr〜』において、レナ・セイヤーズがGEMを破損させてしまった際には、マスターであるブルース・ヴィントブルームには損害が発生していないため、GEMそのものの破壊は契約者の生命や肉体の危険には無関係のようである（またこの直後、レナは昏倒するほどの大ダメージを受けているのだが、ブルースはまったく影響を受けていない）。
- オトメは同時に複数のマスターと契約することはできないが、マスターとなる個人は同時に複数のオトメと契約することができる（マシロ女王、フロリンス王、エアリーズデルタフォース指揮官など）。この場合に、同じマスターと契約した複数のオトメのいずれかが負傷や死亡となった時、他もすべて同じダメージを受けるのかどうかについては不明である。

マイスターGEMの所有者となるには、GEMに自身の力を「認められる」ことが必要であり、また、その力を引き出せるかどうかも所持者次第。所持者の力が足りない場合、身を纏うローブ、武器共に不完全なものとなる。ゆえに「認められる」だけでなく日々精進しなければならない。しかし、その逆もあり、所持者の力が強く、GEMが力を制御出来ずGEMが破損する場合もある。
マイスターGEMは現在では製造不可能となっているため、各国とも決まった数量の中で代々受け継がれてゆく形を取っている。ヴィントブルーム王家の「孤高の紅翡翠」「蒼天の青玉」、フロリンス王家の「清恋の孔雀石」については、王家伝来である。また、過去の大戦などで散逸し、現在は行方不明となっているGEMも少なくないようで、それらは“ロストGEM”と呼ばれている（「海神の翠玉」はそのひとつ）。
蒼天の青玉（そうてんのせいぎょく）
物語の核の一つであるGEM。属性は「光」。なお、「青玉」とはサファイアの漢名。九月の誕生石。
ヴィントブルーム王家伝来のGEM。前所持者はレナ・セイヤーズ及びマスターとして前ヴィントブルーム王。現在の所有者はアリカ及びマスターとしてマシロ女王。「蒼天のローブ」は最強最速のローブと言われている。ちなみにアニメ本編および『Zwei』と『0〜S.ifr〜』ではローブのデザインが若干違っている。アリカはまだその力を発揮し切れておらず、本来の姿 (Ver2.0) は「マテリアライズZwei」認証の際にのみ成る事が出来る。14 (15) 年前の騒乱のときにレナが赤子の真の王女に渡したが、その後王女（ニナ）から離れ、アルタイで売り出されているところをミユが見つけて買い取り、アリカの祖母（レナの母親）に託してアリカが所有する。
GEMの名の英字表記では真の姿を見せる以前は「BLUE SKY SAPPHIRE」だったが、真の姿を見せた後には「ULTIMATE BLUE SKY」となっている。
『0〜S.ifr〜』にて、このGEMは移民歴以前に作られたスーパーマイスターGEMの一つとされており、強すぎるレナの力も受け止めきっている。
真白なる金剛石（ましろなるこんごうせき） / 漆黒の金剛石（しっこくのこんごうせき）
物語の核の一つであるGEM。なお「金剛石」とはダイヤモンドの漢名。
真祖フミ・ヒメノのGEM。本来は真白なる金剛石であったのだが、この世に絶望して漆黒の金剛石になったと伝えられている（そのため両者は本来同じGEM）。その後、アルタイにもたらされることになるが（どういう経緯でアルタイに流れてきたかは不明）、ニナが選ばれるまでは誰も使うことはできなかった。
なお、金剛石（ダイヤ）はそれ自体は安定で他の石より圧倒的に硬いものであるが、方向によってはかんたんに劈開して壊れる。また磨く方法の無かった時代のダイヤは宝石であると見られなかった。また比喩として、色の付いたダイヤとは、相場の思惑によって価値が大きく変動する天然物を指すこともあり、かつての戦後日本の復興期の石炭や現代のクワガタムシなどは黒いダイヤと呼ばれる。
孤高の紅翡翠（ここうのべにひすい）
ヴィントブルーム王家がかつて所有していたGEMのひとつ。
所有するオトメは、時に勝利を、時に不吉をもたらすといわれ、かつての十二王戦争を引き起こした原因ともいわれるなど、多くの伝説をもつ。
ヴィントブルーム王家の守護石として代々受け継がれており、かつてはアヤネ・ハザクラも所有した。レナ・セイヤーズが最初に所有したGEMでもあるが、彼女の能力の強大さを制御しきれずに破損、失われた。
ローブ
乙HiME（オトメ）が舞闘（戦闘）を行う際に着用する高次物質化武装。いわゆる戦闘服または防護強化服。攻撃、防御等身体能力の強化、さらには飛行や特殊な技の発動等様々な特性を持つが、使う者の技量が多分に影響しており、同じGEMであってもローブのデザインが異なる場合がある。普段はナノマシンの形で体内に埋め込まれており、GEMをつけた上で「マテリアライズ (Materialize)」の言葉を発することによって、ローブが展開、物質化する。
マイスターオトメは、マスターの認証を受けないと、マテリアライズが行えない。このため、マスターと分断された状況では、マイスターオトメはオトメとしての能力を一切使用できず、戦力としては無効化されてしまう。また、マイスター以外のオトメが真祖の認証なしにローブを展開する事は重大な違反行為である（ほかにも国家間での条約等、様々な制約がある模様）。
エレメント
乙HiME（オトメ）の操る高次物質化武装。通常の物質と違い、長さやサイズはオトメの意志力次第で可変する。コーラルオトメは全員共通で棒のエレメント。
ワルキューレ・システム
シュヴァルツがレナ・セイヤーズの遺体を核に作り上げた、独自の認証 / GEM生成 / ジャミングシステム。ガルデローベの擁する真祖フミによる認証システムに対して強力な干渉を行い、無効化することができる。多数のスレイブを介することで広範囲にジャミングを施すことも可能だが、コアとなっている真祖への負担も大きいというリスクが存在する。アリカの手で破壊された後、その技術はガルデローベに接収され、ユナ襲来によって真祖フミが乗っ取られた際には真祖からのエネルギー供給を遮断してユナを無力化するために利用された。なお、ガルデローベ製のシステムはサロゲート・システムに付随しており、使用の際にはオトメへの認証と同じくコアシリンダーを消費する。
サロゲート・システム
ワルキューレ・システムの干渉によって五柱が無力化されてしまったことへの反省から構築された、代理認証システム。起動時にはコアシリンダーと呼ばれる部品が装置に装填されることでタービンが高速回転し、一定時間真祖に代わってオトメに高次物質化エネルギーを供給することができる。人の肉体を介さず機械のみで認証を成立させるという現在のオトメの在り方を根本から揺るがすシステムだが、その反面装置への負荷も大きく、タイムリミットは極端に短い。
舞闘（ぶとう）
乙HiME（オトメ）の舞う舞。オトメの戦闘術及び戦闘行動の総称。あたかも舞い踊るように見えることから名付けられた言葉。幾つもの様式化された型が継承されているが、長年の平和により、現在ガルデローベで教える舞闘は実用性よりも形式性や優美性に重きが置かれている。
お部屋係
学園に根付いている風習の一つ。パール生一人がコーラル生二人を選び、選ばれたコーラル生は常に先輩の身の回りの世話をする。世話する内容は個々のパール生が決めるため、「全員必ず - をすること」というものはない。パール生はお礼として、世話をしてくれるコーラル生に勉強を教える等、ギブアンドテイクの形を取っている。

### スレイブに関するもの
スレイブ
アスワド、シュヴァルツが操る巨大怪獣型の遠隔操作兵器。不完全なテクノロジーで作り出したスレイブGEMによって生成される高次物質化兵器。高次物質化技術は惑星エアルではガルデローベと乙HiME（オトメ）に残るのみであるが、アスワドやシュヴァルツはこの技術をどこからか発掘し、使用している。スレイブが破壊されると、召喚者（スレイブロード）も消滅する。アスワドとシュヴァルツのスレイブは召喚方法が異なる部分がある。シュヴァルツはエアリーズの十二王戦争時代以前の時代の遺跡から発掘した物から高次元物質化兵器を原型に近い物にした（今までの劣化コピーと違い、ミユはチャイルドに近いものと呼んでいる）。スレイブAからCはオリジナル・スレイブと呼ばれる。
アスワドのスレイブ
「ケートス」（ルーメンが召喚する魚型スレイブで、海戦を得意とする。実は飛翔可能）
「愕天王」（ミドリが召喚するスレイブ。その姿はかつてのチャイルドとほぼ同じだが、細部が異なる。鋼の牙と称した点も同じ。飛行形態もある）
「ラド・スレイブ」（ラドが召喚する、オルトロスのようなスレイブ。中央にチェーンソーが付いている。飛翔可能。正式名称は不明）
「ガル・スレイブ」（ガルが召喚する、クワガタのようなスレイブ。飛翔可能。正式名称は不明）
「ダイン・スレイブ」（ダインが召喚する、頭に斧が付いた二足の獣型スレイブ。飛翔可能。正式名称は不明）
シュヴァルツスレイブ
「スレイブA」（獣人型のスレイブ）
「スレイブB」（四足歩行のスレイブ）
「スレイブC」（虫のようなスレイブ）
「スレイブ壱型」（カマキリ型の陸戦スレイブ。他にも同型でそれぞれ機能が違う種類があり、弐型と合体出来る）
「スレイブ弐型」（蛾のような形をした飛行スレイブ。壱型と合体出来る）
「スレイブ参型」（二足歩行の砲台スレイブ）
「エルス・スレイブ」（エルスが召喚する、スレイブ壱型）

スレイブGEM、スレイブGEM改
その名の如く、スレイブを物質化するGEM。召喚者（スレイブロード）の血液に触れるとマスター認証を行い、スレイブを生成する。マスターはスレイブと生死を共にする（スレイブの受けたダメージは召喚者も受ける）。召喚中にスレイブGEMが破壊された場合はスレイブは物質化出来なくなり消滅するがマスターは無事の様である。
REM
"R"einforceing "E"nigmatic "M"atrix
アスワドに300年前から蔓延っている病を治療するためオトメのGEMを解析した成果の一つ。体内インプラント型ナノマシンの制御を司る。ローブのマテリアライズには未だ至っていないが、基本的にはGEMと同じ技術が用いられている。ナノマシン活性化による全体強化能力などを可能とし、装着者であるミドリはマイスターオトメに匹敵する能力を発揮するが、REM発動による制限時間（300秒）や平常時にナノマシンの暴走がいつ起こるかわからないなど未完成ならではの数々の問題点を抱えていた。だが、ヴィントブルームを脱出したヨウコがアスワドの村に帰還した際に改良が行なわれ、それらの問題点は解消され完成する。

### その他の専門用語
9月7日
偶然もしくは必然か、アリカ、ニナ（セルゲイと初めて出会った日）、マシロの誕生日。また、舞-HiMEの日暮あかねの誕生日でもある。
ハルモニウム
ヴィントブルーム城地下に存在する巨大なオルガン。詳細は不明だが、数百年に渡って探索を掛けられていた代物。シュヴァルツもまたこのオルガンの行方を捜索している。発動には、「歌（子守り歌）」、「紡ぎ手（ヴィントブルーム王家の血を引く者）」、「守り人（オトメ）」の3つを揃える必要がある。ここでいう「歌」とは後述する「星が奏でるものがたり」である。
発せられる音はコーラルGEMやマシロの指輪のGEMを砕き、世界中に響き渡る程。かつて十二王戦争時代に使用され、世界の半分を滅ぼしたとも言われる。それは緑豊かのエアルを砂漠化させ、黒い谷を消滅させ、アスワドの民に子孫に続く疫病を与えている現状から見ても信じうる話である。その力は時空間や高次物質化を反転させあらゆる物を分解して飲み込んでしまい、また時間や空間を歪めてしまう程の力を持つ。起動時に資格者を試す謎の影は、どうやら猫神様のミコトのものであるらしい。限界を超して発動し続けると、使用者の意識をのっとりハルモニウム自体が独自の破壊活動を起こすようになっているようである。最終的にナツキに破壊され、ミコト（猫神様）が影を完全に消し去る。
起動させるには本来其々の担当者が各1人ずつ、すなわち3人必要である。しかし歌は情報であり兼任が容易である。そして紡ぎ手の女性がオトメになり、自身が歌を習得して歌い手になることで3つすべてを兼ねることが可能になる。ニナは一人で3つ全ての資格を持っていたため、一人で起動させることが可能だった。この事実がニナが本物のマシロ王女であることと、現在マシロ女王とされている人物が偽物である証明にもなっている。
超弩級潜砂空母「スズシロ」
ヴィントブルーム奪還作戦時に使用される。船長はハルカ。DVD2巻特別映像「Weekly Armitage」の時点で未完成ながら使用していたことが発覚。

## 舞台設定

### 世界全般
舞台は惑星エアル。遥か昔地球から移民してきた人々の住まう惑星。しかし、当時の高い技術は戦争等様々な要因から櫛の歯が欠けるように失われており、ホログラフやナノマシンのような高い技術の残る地域もあれば、電話のような技術すら失った地域もある等、場所によりその格差は大きい。また残っている高い技術の大部分が、ヴィントブルーム王国やガルデローベのような一部の国家に独占されており、その事から古の技術復興を求める者達や、技術を独占する国家に対する怨みを持つ者等、行動原理や争いの種にもなっている。
西方諸国と東方諸国とでは、古の技術に対する考え方など、認識を異とする部分がある。西方諸国の一部については、100年前にはロサージュ連邦という連邦国家を形成していた。

### 国家
ヴィントブルーム王国
周辺諸国の中で、最も地球時代の技術の残っている世界の学問の中心地。王家に代々伝わるGEMは「孤高の紅翡翠」「蒼天の青玉」（列伝によれば、銘は不明ながら、長く巨大な三叉矛のエレメントと漆黒のローブを展開するGEMも存在する模様）。
ビューネ自治区・ガルデローベ
ヴィントブルーム王国内において、小面積ながらも自治権を持ち、乙HiME（オトメ）養成機関「ガルデローベ」を中心に構成された独立国家。ゆえにヴィントブルーム王国内にありながらガルデローベでは、あらゆる国からやってくる全ての生徒に対して平等の待遇が約束されている。
アルタイ公国
ヴィントブルーム王国の北方に位置する寒く、貧しい巨大軍事国家。大公ナギはシュヴァルツと手を組み、ハルモニウムの力を得て世界秩序を破壊することを目論むも、レジスタンス勢力の反撃により敗北する。なお、ナギ失脚後の同国のその後に関しては本編では描かれていない。
エアリーズ共和国
惑星の中では最も経済力に富み、惑星エアルで唯一（議会）君主制ではなく共和制を敷いている経済大国。アルタイによるガルデローベ制圧以後は、反アルタイ陣営の中心となっていく。
カルデア帝国
フロリンスとは古くから対立している国家。失われた古代科学技術の取得を狙い、アスワドと密かに手を組むなど行動していた。後に彼らの科学技術をも狙わんと裏切り、黒い谷（アスワド）を襲撃する。そのアスワドの報復攻撃により、皇帝アルゴス十四世とそのマイスターオトメ他、帝国内の皇家一族を皆殺しにされ一時壊滅寸前となった。オトメ拡散防止条約発令後、三大選帝侯家唯一の生き残りであるカズヤ・クラウゼクを新皇帝に擁立し、反アルタイ陣営に参加する。
フロリンス
カルデア帝国とは犬猿の仲。王家に代々伝わるGEMは「清恋の孔雀石」「螺旋の蛇紋石」「深淵の翡翠」。ハルモニウムの力を見せ付けられ、ナギに屈し、アルタイと同盟条約を結ぶ。
ルーテシア連合王国
ロムルス、レムスの2国からなる連合国家。かつては単一の王家により統治されていた。連合王国とはいえ、良好な関係というわけではない。当代のマイスター乙HiMEは、両名とも、シズル、ハルカの一年後輩、ナツキ、舞衣の同期であり、竜王戦争以来半世紀ぶりに直接戦闘を行った乙HiMEとなった。その後、ロムルスはエアリーズ陣営、レムスはアルタイ陣営につく。
- ロムルスとレムスのネーミングの由来は、古代ローマを建設したという伝説の双子の名前から。兄弟間でいさかいが起こり、レムスはロムルスに殺された。

アンナン
エルスティン・ホーの母国。早い時期からエアリーズ支持を打ち出し、ナツキにも協力する。
ジパング
東方に存在する国。礼節を重んじ主君に恥をかかせたら腹を切るなど独自の文化や技術を持っている。将軍家の姫君で「炎綬の紅玉」と呼ばれるマイスター乙HiMEでもある舞衣姫が行方不明になった事で、舞衣姫の弟君である鴇羽巧海頭忠頼など、乙HiME制度に懐疑的になっている者もいる。
ロサージュ連邦
100年前に存在した西方諸国による連邦国家。後年の西方諸国の多くが参加していた。
タイユァン
100年前に存在した武と誇りを尊ぶ東方の大国。王都ラジンは世界で最も栄えた都のひとつに数えられ、十二王戦争以前からの建築物も多く現存する。国王は、七武候家と呼ばれる七つの家門からの出身者が即位する。

### 集団
アスワド
「黒き谷よりの使い」と名乗り、十二王戦争の頃から暗躍する集団。世界各国より、「呪われた民」と忌み嫌われており砂漠（黒い谷）で隠棲している。主要構成員として頭領のミドリとサイボーグの4人（サイボーグ四人衆）が確認されている。「古の機械技術等のテクノロジーの再興」を掲げ、科学技術の譲渡等を条件に各国から非合法的な依頼を引き受け、テロ活動などを行っていた。
「アスワド」はアラビア語で「黒」の意である。
シュヴァルツ
発足時は、アスワドに属する地球時代の技術復興を目指すイデオロギーとして持つ思想集団だったが、次第にその技術の中枢を握るヴィントブルームや乙 HiME等を怨み敵意を抱き、過激な行動にでるようになった。科学情報の強奪や、乙HiMEないし乙HiMEに関わる対象者の暗殺、その対象施設の破壊を目的に行動。独自の技術解析や研究により生み出した特殊なGEMを用い、高次物質化兵器“スレイブ”を操り、襲い来ることもあるテロリスト集団。構成員は普段は一市民として市井に潜み、“黒い手紙” による指令を受け取ると信念から命を賭して手紙に記された内容どおりの任務、計画を遂行する。かつて、アスワドとは協力体制にあったが、現在は決別している。ハルモニウムを手に入れる為、アルタイのヴィントブルーム掌握の計画に加担し、卒業記念の舞闘の際に大量のスレイブを率いてヴィントブルームを襲撃する。ヴィント事変後は、黒い谷で社会復帰に向け更生すべくミコトの元で暮らしている。
「シュヴァルツ」はドイツ語で「黒」の意。
エアル教団
惑星エアル最古参の宗教組織。
“拘龍の薔薇輝石”ラケル・マヨールが所属していた。
教団直属の乙HiMEを擁し、ガルデローベでもその動向に介入できないなど、一国家並の規模と勢力を有するようである。
前日談である『0〜S.ifl〜』にのみ名称が登場し、『舞-乙HiME』正編および『Zwei』の劇中では存在がはっきりと確認できないため、正編の時点で存続しているかどうかは不明（マシロ女王の即位式で、司祭のような風体の人物が式を司ってはいるが、これがエアル教団の者かどうかについては劇中で言及が無い）。
詳しい教義は不明だが、少なくとも同性愛は禁止されている。同性愛が発覚すると鞭打ちの刑罰が与えられるようである。

### 地域
黒い谷
かつて、アスワドの民やシュヴァルツ達の故郷であり、神籬（ヒモロギ）の森と呼ばれる霧の森に入り口がある、今はなきテクノロジーの聖地とも呼べる場所。岩が刺の様に聳え立つ谷で周りは霧に包まれ緑豊かな草木に恵まれて豊富な自然が存在する。十二王戦争の時にハルモニウムの力によって、空間の狭間に封じられてしまっていた失われた世界。乙HiMEの技術もハルモニウムもこの場所で造られた。招き猫の置物が沢山安置された部屋があり、世界中の様子を見ることが出来る。
後に現世に復帰して、「国立公園・猫神山」と改名し、ヴィントブルーム近くの砂漠地帯の新たなオアシス（観光地）となるが、ユナ襲来によって位置不明の洋上に転移し、周囲に嵐の結界を展開した。
ガレリア自治区
どの国家にも属さない、辺境の自治区。アリカが祖母に育てられた。アリカの母レナもこの地域の出身である。
エアルにはこうした自治区が他にも存在するようである。砂漠などの自由国境地帯には自治区も存在しておらず、シュヴァルツやアスワドが拠点を作って潜んでいる。

### 歴史
十二王戦争（じゅうにおうせんそう）
約300年前、惑星エアル全域で繰り広げられた大きな戦争。地球時代からの機械兵器が大量に使われ、その被害は凄惨なるものとなったが、最初の乙HiME（オトメ）「真白なる金剛石」の活躍により終結。緑豊かだった惑星エアルの砂漠化、一部の民には故郷を失い、後々の子孫にまでが残る病気など多くの爪あとを残した。アスワドはこの時代からすでに暗躍を始めていた。
竜王戦争（りゅうおうせんそう）
歴史上では最も直近に、惑星エアル全域で繰り広げられ50年前終結した大きな戦争。マイスター乙HiME（オトメ）の持つ強大な力が軍事力として利用され、当時ガルデローベに所属していた多くの乙HiME（オトメ）候補生達が卒業を繰り上げ、戦争兵器として従軍、民に代わり互いに国の命運を賭け闘った。結果、多くの乙HiME（オトメ）達が主と共に命を落とし、現在学園深層部、真祖の墓所内にある禁書庫の墓に埋葬されている（といっても遺体はないため石碑のみ）。

### 文化
乙HiME GRAPH（オトメグラフ）
オトメ専門雑誌。略称「オトグラ」。ナオが雑誌に写真を売り込んでいる。
BACK STAGE（バックステージ）
オトメファン向けの店。オトメに関する様々なグッズが売られている。中でも本物のガルデローベの制服や体操服ともなるとかなりの高値で売買されている。
エアリーズはこの店に出資を行っている。100年前にも同名、同営業内容の店舗が存在していた。
店名は「舞台裏」「楽屋」といった意味で、この作品の「演劇性」を示唆している。
「星が奏でるものがたり」
アリカの母親やばっちゃがよく歌ってくれたという古い子守唄。3番までの構成でハルモニウム起動に必要不可欠なものの一つ。アリカとニナがそれぞれ1番・2番を知っており3番はマシロ姫が知っているといわれ、実際歌っている場面もある（実はアオイも知っていた）。後にハルモニウムにて4番が登場。

## 登場乙HiME（オトメ）、アスワド、シュヴァルツ早見表

### コーラルオトメ（Coral乙HiME）
| コーラルオトメ       | GEM                                                                                     | お部屋係担当               | マスター                                                                                | 出身地                              |
| -------------------- | --------------------------------------------------------------------------------------- | -------------------------- | --------------------------------------------------------------------------------------- | ----------------------------------- |
| アリカ・ユメミヤ     | コーラルGEM（3話 - 17話） 蒼天の青玉（7話・17話 - ）（※1）                              | ジュリエット・ナオ・チャン | マシロ・ブラン・ド・ヴィントブルーム                                                    | ガレリア （ヴィントブルーム生まれ） |
| ニナ・ウォン         | コーラルGEM（1話 - 17話） 漆黒の金剛石（17話 - 26話）（※2） 海神の翠玉（Zwei4巻）（※3） | ジュリエット・ナオ・チャン | ナギ・ダイ・アルタイ（漆黒の金剛石） マシロ・ブラン・ド・ヴィントブルーム（海神の翠玉） | アルタイ （ヴィントブルーム生まれ） |
| トモエ・マルグリット | コーラルGEM 呪詛の黒曜石（20話 - 25話）（※4）                                           | チエ・ハラード             | 真祖レナ・セイヤーズ                                                                    | ヴィントブルーム                    |
| エルスティン・ホー   | コーラルGEM スレイブGEM改（17話）                                                       | アカネ・ソワール           | なし                                                                                    | アンナン                            |
| イリーナ・ウッズ     | コーラルGEM パールGEM（26話）                                                           | アカネ・ソワール           | なし                                                                                    | エアリーズ                          |
| ミーヤ・クロシェット | コーラルGEM                                                                             | シホ・ユイット             | なし                                                                                    | ルーテシア・レムス                  |
| ヤヨイ・オールター   | コーラルGEM パールGEM（26話）                                                           | シホ・ユイット             | なし                                                                                    | ルーテシア・ロムルス                |
| リリエ・アディーン   | コーラルGEM パールGEM（26話）                                                           | チエ・ハラード             | なし                                                                                    | ルーテシア・ロムルス                |
| リーメイ             | コーラルGEM 呪詛の黒曜石（20話 - 25話）                                                 | ?                          | 真祖レナ・セイヤーズ                                                                    | ?                                   |
| ノブエ               | コーラルGEM 呪詛の黒曜石（20話 - 25話）                                                 | ?                          | 真祖レナ・セイヤーズ                                                                    | ?                                   |
| ジャンヌ             | コーラルGEM 呪詛の黒曜石（20話 - 25話）                                                 | ?                          | 真祖レナ・セイヤーズ                                                                    | ?                                   |

コーラルオトメのエレメントは、全員共通で伸縮自在のロッド。
- ※1：エレメントはブルースカイスピア（双身剣）（ - 26話）、ツーハンドソード（ELEMENT EXPANSION時）（26話）、暁ノ大太刀・乙型（元ネタはGEAR戦士電童のアカツキの大太刀）（26話）
- ※2：エレメントはサイ（ - 26話）ミロク（26話）
- ※3：エレメントは二又の槍
- ※4：エレメントはポールアクス

### パールオトメ（Pearl乙HiME）
| パールオトメ               | GEM                                            | エレメント                   | お部屋係担当                            | マスター                                               | 出身地     |
| -------------------------- | ---------------------------------------------- | ---------------------------- | --------------------------------------- | ------------------------------------------------------ | ---------- |
| アカネ・ソワール           | パールGEM 清恋の孔雀石（13話 - ）              | ロッド 二門式トンファー      | エルスティン・ホー イリーナ・ウッズ     | カズヤ・クラウゼク（26話）                             | フロリンス |
| チエ・ハラード             | パールGEM 呪詛の黒曜石（21話 - 25話） ? (Zwei) | ロッド ポールアクス ステッキ | トモエ・マルグリット リリエ・アティーン | 真祖レナ・セイヤーズ グレッグ・ボーマン                | エアリーズ |
| シホ・ユイット             | パールGEM 螺旋の蛇紋石（24話 - ）              | ロッド                       | ミーヤ・クロシェット ヤヨイ・オールター | シャルル・ギュネール・ロイ・デ・フロリンス八世（26話） | カルデア   |
| ジュリエット・ナオ・チャン | パールGEM 破絃の尖晶石（24話 - ）              | ロッド（ワイヤー×6） 爪      | ニナ・ウォン アリカ・ユメミヤ           | 真祖フミ・ヒメノ（五柱・四の柱）                       | アルタイ   |

### マイスターオトメ（舞☆乙HiME）
| マイスターオトメ           | GEM・通り名                                   | エレメント            | マスター                                       | 出身地               |
| -------------------------- | --------------------------------------------- | --------------------- | ---------------------------------------------- | -------------------- |
| 鴇羽舞衣                   | 炎綬の紅玉                                    | リング                | ミコト（猫神）                                 | ジパング（黒い谷）   |
| ナツキ・クルーガー         | 氷雪の銀水晶                                  | ブラスターカノン      | 真祖フミ・ヒメノ（五柱・二の柱）               | クルーガー伯辺境領   |
| シズル・ヴィオーラ         | 嬌嫣の紫水晶                                  | 斬々候                | 真祖フミ・ヒメノ（五柱・三の柱）               | ヴィントブルーム     |
| サラ・ギャラガー           | 銀河の藍玉                                    | ブーメラン            | 真祖フミ・ヒメノ（五柱・一の柱）               | エアリーズ           |
| マーヤ・ブライス           | 怜踊の蛍石                                    | マラカス              | 真祖フミ・ヒメノ（五柱・五の柱）               | マウリヤ             |
| マリア・グレイスバート     | 久遠の碧玉                                    | サーベル              | 真祖フミ・ヒメノ（ガルデローベ学園教師）       | 旧ルーテシア王国     |
| ユカリコ・シュタインベルグ | 幻惑の瑠璃                                    | 弓と鏑矢              | 真祖フミ・ヒメノ（ガルデローベ学園教師）       | フロリンス           |
| フィア・グロス             | 瑰麗の縞瑪瑙                                  | ポールウェポン        | アルゴス十四世                                 | カルデア             |
| ハルカ・アーミテージ       | 珠洲の黄玉                                    | モーニングスター      | ユキノ・クリサント                             | エアリーズ           |
| アイン・ルー               | 慧命の藍銅鉱                                  | ダブルハーケン        | グエン・バオ                                   | アンナン             |
| カーラ・ベリーニ           | 雷鳴の柘榴石                                  | 槍                    | ルーテシア・ロムルス王                         | ルーテシア・ロムルス |
| ラウラ・ビアンキ           | 絢爛の頑火輝石                                | 剣                    | ルーテシア・レムス女王                         | ルーテシア・レムス   |
| ロザリー・クローデル       | 清恋の孔雀石（ - 13話） 深淵の翡翠（14話 - ） | 鞭                    | シャルル・ギュネール・ロイ・デ・フロリンス八世 | フロリンス           |
| レナ・セイヤーズ（生前）   | 孤高の紅翡翠 蒼天の青玉                       | 弓 ブルースカイスピア | ブルース・バニング・ヴィントブルームII世       | ガレリア             |
| エリオット・チャンドラー   | 銀河の藍玉                                    | ブーメラン            | 真祖フミ・ヒメノ（過去の五柱・一の柱）         | ?                    |
| ウーナ・シャムロック       | 嬌嫣の紫水晶                                  | 斬々候                | 真祖フミ・ヒメノ（過去の五柱・二の柱）         | ?                    |
| レイ・ジャガーノート       | 奏凛の橄欖石                                  | 大剣                  | 真祖フミ・ヒメノ（過去の五柱・三の柱）         | ?                    |
| キョウコ・ツマブキ         | 旋風の紅水晶                                  | バトルアックス        | 真祖フミ・ヒメノ（過去の五柱・四の柱）         | ?                    |
| イルマ・バンデベルト       | 氷雪の銀水晶                                  | ブラスターカノン      | 真祖フミ・ヒメノ（過去の五柱・五の柱）         | ?                    |
| ラケル・マヨール           | 拘龍の薔薇輝石                                | 杖                    | シオン・マーガレット                           | ?                    |
| サクラ・ハザクラ           | 桜嵐の金緑石                                  | 日本刀                | ベル・グラン・アルタイ大公                     | タイユァン           |
| アヤネ・ハザクラ           | 孤高の紅翡翠                                  | 弓                    | アンリ・ヴァルド・ヴィントブルーム             | タイユァン           |
| モニカ・ユーレン（生前）   | 流水の透輝石                                  | ポールウェポン        | アルゴス十二世                                 | カルデア             |
| フミ・ヒメノ（生前）       | 真白なる金剛石                                | 鎌                    | ?                                              | ?                    |

### 真祖
| 真祖             | 産み出すGEM                                     |
| ---------------- | ----------------------------------------------- |
| フミ・ヒメノ     | コーラルGEM パールGEM マイスターGEM（製造不能） |
| レナ・セイヤーズ | 呪詛の黒曜石（ワルキューレGEM）                 |

### アスワド
| アスワド   | 武器            | スレイブ        | 感染による処置 |
| ---------- | --------------- | --------------- | -------------- |
| ミドリ     | 太刀×2          | 愕天王（犀）    | REM移植        |
| ラド       | 槍              | ?（オルトロス） | サイボーグ化   |
| ルーメン   | 鞭×2            | ケートス（魚）  | サイボーグ化   |
| ガル       | チャクラム 光弾 | ?（クワガタ）   | サイボーグ化   |
| ダイン     | ハンマー        | ?（斧頭の獣）   | サイボーグ化   |
| ブランキン | 斧              | 爆天王（旗魚）  | サイボーグ化   |

### その他
| 旅人   | 武器                         | 備考         |
| ------ | ---------------------------- | ------------ |
| ミユ   | ブレード→アルテミス 黄金の剣 | 乙式制約解放 |
| HiME   | 武器                         | 備考         |
| ミコト | 錫杖                         | 最後のHiME   |

## TVアニメ

### スタッフ
- 企画 - サンライズ
- 原作 - 矢立肇
- 監督 - 小原正和
- シリーズ構成・脚本 - 吉野弘幸
- キャラクターデザイン - 久行宏和
- クリーチャーデザイン - 宮武一貴、阿久津潤一
- ゲストメカデザイン - 大河広行
- セットデザイン - 青木智由紀
- タイトルロゴデザイン - 鎌田誠
- 美術監督 - 高須賀真二
- 色彩設計 - 横山さよ子
- 撮影監督 - 末弘孝史
- 編集 - 関一彦
- 音楽 - 梶浦由記
- 音楽プロデューサー - 井上俊次
- 音楽制作 - ランティス
- 音楽協力 - サンライズ音楽出版、テレビ東京ミュージック
- 音響監督 - 三間雅文
- 音響制作 - テクノサウンド
- プロデューサー - 古里尚丈、国崎久徳
- 製作 - サンライズ・バンダイビジュアル

### 主題歌
オープニングテーマ
「Dream☆Wing」（1話 - 15話）
作詞・作曲・ボーカル - 栗林みな実 / 編曲 - 飯塚昌明
「Crystal Energy」（16話 - 25話）
作詞・作曲・ボーカル - 栗林みな実 / 編曲 - 飯塚昌明
エンディングテーマ
「乙女はDO MY BESTでしょ?」
ボーカル - 菊地美香&小清水亜美 / 作詞 - 畑亜貴 / 作曲 - 羽場仁志 / 編曲 - 大久保薫
挿入歌
「風と星に抱かれて…」（24話）
作詞・作曲・ボーカル - 栗林みな実 / 編曲 - 大久保薫

### OP・EDリスト
| 使用話数                   | 使用曲                      | 絵コンテ                   | 演出                       | 作画監督                                |
| オープニングアニメーション | オープニングアニメーション  | オープニングアニメーション | オープニングアニメーション | オープニングアニメーション              |
| -------------------------- | --------------------------- | -------------------------- | -------------------------- | --------------------------------------- |
| 第1話 - 第15話             | 「Dream☆Wing」              | 久行宏和                   | 長井龍雪                   | 久行宏和（キャラクター） 大塚健（メカ） |
| 第16話 - 第25話            | 「Crystal Energy」          | 久行宏和                   | 長井龍雪                   | 久行宏和（キャラクター） 大塚健（メカ） |
| エンディングアニメーション |                             |                            |                            |                                         |
| 第1話 - 第25話             | 「乙女はDO MY BESTでしょ?」 | 小原正和                   | 長井龍雪                   | 久行宏和                                |

### 各話リスト
| 話数 | サブタイトル             | 絵コンテ          | 演出           | 作画監督                                           | 放送日         |
| ---- | ------------------------ | ----------------- | -------------- | -------------------------------------------------- | -------------- |
| 1    | ユメノ☆アリカ            | 小原正和 竹内浩志 | 渡邊哲哉       | 久行宏和（キャラクター） 大塚健（メカ）            | 2005年10月6日  |
| 2    | 乙女の園を駆ける疾風!?   | 長井龍雪          | 長井龍雪       | 竹内浩志                                           | 2005年10月13日 |
| 3    | はじめてのケ・イ・ケ・ン | みなみやすひろ    | みなみやすひろ | 門智昭（キャラクター） 市川敬三（メカ）            | 2005年10月20日 |
| 4    | 炎の転入生!!             | 水草一馬          | 福本潔         | 稲吉智重                                           | 2005年10月27日 |
| 5    | 学園と制服とあたし♪      | 竹内浩志          | 太田雅彦       | 平山貴章                                           | 2005年11月3日  |
| 6    | ニナ、まかれる…orz       | 織原真盃          | 渡邊哲哉       | 高野和史（キャラクター） 市川敬三（メカ）          | 2005年11月10日 |
| 7    | 蒼の舞/乙女の契り        | 長井龍雪          | 長井龍雪       | 竹内浩志（キャラクター） 大塚健（メカ）            | 2005年11月17日 |
| 8    | 運命の軛                 | 須永司            | 横山広実       | LEE SI MIN                                         | 2005年11月24日 |
| 9    | 海-水着+遭難=?           | 須永司            | みなみやすひろ | 門智昭                                             | 2005年12月1日  |
| 10   | それが乙女の一大事       | 水草一馬          | 福本潔         | 稲吉智重（キャラクター） 大塚健（メカ）            | 2005年12月8日  |
| 11   | HAPPY☆BIRTHDAY           | 竹内浩志          | 太田雅彦       | 森下博光                                           | 2005年12月15日 |
| 12   | 仮面舞踏かい?            | 須永司            | 長井龍雪       | 山元浩 星野真澄                                    | 2005年12月22日 |
| 13   | 茜色の空に…              | 渡邊哲哉          | 渡邊哲哉       | 竹内浩志（キャラクター） 市川敬三（メカ）          | 2006年1月5日   |
| 14   | オトメのS・O・S          | 須永司            | みなみやすひろ | 椛島洋介                                           | 2006年1月12日  |
| 15   | アリカ、泣く。           | よこた和          | 宅野誠起       | 門智昭                                             | 2006年1月19日  |
| 16   | 『約束だよ!』            | 須永司            | 太田雅彦       | 稲吉智重                                           | 2006年1月26日  |
| 17   | 蒼の舞/想い、散るとき    | 須永司            | 長井龍雪       | 久行宏和（キャラクター） 大塚健（メカ）            | 2006年2月2日   |
| 18   | ホワイトアウト           | 竹内浩志          | 渡邊哲哉       | 森下博光                                           | 2006年2月9日   |
| 19   | 宿命の17歳（^^；）       | 須永司            | みなみやすひろ | 竹内浩志（キャラクター） 市川敬三（メカ）          | 2006年2月16日  |
| 20   | ニーナと呼ばないで       | 須永司            | 宅野誠起       | 山元浩 平山貴章 大塚健                             | 2006年2月23日  |
| 21   | 白き姫、目覚めるとき     | 須永司            | 太田雅彦       | 門智昭（キャラクター） 市川敬三（メカ）            | 2006年3月2日   |
| 22   | ホロビノウタ             | 渡邊哲哉          | 渡邊哲哉       | 椛島洋介                                           | 2006年3月9日   |
| 23   | 不思議の谷のアリカ       | 須永司            | みなみやすひろ | 稲吉智重                                           | 2006年3月16日  |
| 24   | あなたのために…。        | 長井龍雪          | 長井龍雪       | 森下博光                                           | 2006年3月23日  |
| 25   | 蒼天の乙女               | 竹内浩志          | 宅野誠起       | 竹内浩志（キャラクター） 椛島洋介（メカ） 市川敬三 | 2006年3月30日  |
| 26   | DREAM☆WING〜夢の在処〜   | 小野学            | 小野学         | 久行宏和（キャラクター） 大塚健（メカ）            | 2006年3月30日  |

### 放送局
| 放送地域   | 放送局         | 放送期間                      | 放送日時                  | 放送系列       | 備考             |
| ---------- | -------------- | ----------------------------- | ------------------------- | -------------- | ---------------- |
| 関東広域圏 | テレビ東京     | 2005年10月6日 - 2006年3月30日 | 木曜 25:30 - 26:00        | テレビ東京系列 |                  |
| 大阪府     | テレビ大阪     | 2005年10月10日 - 2006年4月3日 | 月曜 25:10 - 25:40        | テレビ東京系列 |                  |
| 愛知県     | テレビ愛知     | 2005年10月10日 - 2006年4月3日 | 月曜 26:28 - 26:58        | テレビ東京系列 |                  |
| 日本全域   | AT-X           | 2005年11月17日 - 2006年5月4日 | 木曜 10:00 - 10:30        | CS放送         | リピート放送あり |
| 日本全域   | チャンネルNECO | 2010年1月26日 -               | 月曜 24:30 - 25:00        | CS放送         |                  |
| 日本全域   | アニマックス   | 2011年2月15日 - 3月22日       | 月曜 - 金曜 24:30 - 25:00 | CS放送         | リピート放送あり |

※地上波放送およびAT-Xでの第25話と第26話は、1時間スペシャルとして2話連続放送された。

### 映像特典

#### DVD映像特典
DVD各巻収録の映像特典短編アニメ。全9話。
| 話数 | サブタイトル                                  | 脚本     | 絵コンテ        | 演出     | 作画監督 | 放送日        |
| ---- | --------------------------------------------- | -------- | --------------- | -------- | -------- | ------------- |
| 1    | 幻の劇場版『風華大戦 舞-HiME THE MOVIE』予告  | 吉野弘幸 | 小原正和        | 倉田綾子 | 倉田綾子 | 2006年1月27日 |
| 2    | THIS WEEK'S ARMITAGE                          | 吉野弘幸 | 倉田綾子        | 倉田綾子 | 倉田綾子 | 2006年2月24日 |
| 3    | ジュリエットの陰謀                            | 吉野弘幸 | 倉田綾子        | 倉田綾子 | 倉田綾子 | 2006年3月24日 |
| 4    | シホまきまきの巻                              | 吉野弘幸 | 織原真盃        | 織原真盃 | 榎本勝紀 | 2006年4月26日 |
| 5    | 茜色の空の彼方                                | 吉野弘幸 | 織原真盃        | 織原真盃 | 榎本勝紀 | 2006年5月26日 |
| 6    | 卒業写真 〜エルスティン・ホー最後の微笑み〜   | 吉野弘幸 | 須永司          | 宅野誠起 | 稲吉智重 | 2006年6月23日 |
| 7    | アスワドの村にて 〜ミドリと愉快な仲間達〜     | 吉野弘幸 | 小原正和 須永司 | 宅野誠起 | 小渕陽介 | 2006年7月28日 |
| 8    | “炎綬の紅玉”の伝説 〜マイスター・マイの真実〜 | 吉野弘幸 | 須永司          | 宅野誠起 | 稲吉朝子 | 2006年8月25日 |
| 9    | 舞-乙HiME VS 舞-HiME                          | 吉野弘幸 | 須永司          | 宅野誠起 | 久行宏和 | 2006年9月22日 |

#### 乙女の祈り
2010年3月26日発売のBlu-ray Disc版『舞-乙HiME COMPLETE』に映像特典として収録の約5分の完全新作ピクチャードラマ。アリカ入学約2週間後にある迷い猫を拾う出来事。
- 脚本 - 吉野弘幸
- 絵コンテ - 織原真盃
- 演出 - 石黒恭平
- 作画監督 - 久行宏和

| テレビ東京 木曜25:30枠                           | テレビ東京 木曜25:30枠                      | テレビ東京 木曜25:30枠                               |
| 前番組                                           | 番組名                                      | 次番組                                               |
| ------------------------------------------------ | ------------------------------------------- | ---------------------------------------------------- |
| 中山道（第2期） （2005年4月7日 - 2005年9月29日） | 舞-乙HiME （2005年10月6日 - 2006年3月30日） | シネマ通信（第2期） （2006年4月6日 - 2007年3月29日） |

## OVA

### 舞-乙HiME Zwei (OVA)
TVシリーズから1年後のストーリーが描かれている。全4巻。後に全4話を再編集し、最後に4分間の追加カットを収録したDVD『舞-乙HiME Zwei 総集編「夢のツヅキ」』が発売されている。

#### スタッフ (Zwei)
- 企画 - サンライズ
- 原作 - 矢立肇
- 監督 - 小原正和
- シリーズ構成 - 吉野弘幸
- キャラクターデザイン - 久行宏和
- アニメーションディレクター - 久行宏和
- クリーチャーデザイン - 宮武一貴
- ゲストメカデザイン - 大河広行
- セットデザイン - 青木智由紀
- タイトルロゴデザイン - 鎌田誠
- 美術監督 - 高須賀真二
- 色彩設計 - 横山さよ子
- 撮影監督 - 末弘孝史
- 編集 - 関一彦
- 音楽 - 梶浦由記
- 音楽プロデューサー - 井上俊次
- 音楽制作 - ランティス
- 音響監督 - 三間雅文
- 音響制作 - テクノサウンド
- プロデューサー - 古里尚丈、国崎久徳
- 製作 - サンライズ・バンダイビジュアル
- 発売元 - バンダイビジュアル

#### 主題歌 (Zwei)
「Believe〜永遠の絆〜」（1巻）
ボーカル - 菊地美香 / 作詞 - 畑亜貴 / 作曲 - 田村信二 / 編曲 - 渡部チェル
「storm」（2巻）
ボーカル - 小清水亜美 / 作詞・作曲・編曲 - 梶浦由記
「笑顔の色は虹の色」（3巻）
ボーカル - ゆかな / 作詞 - 畑亜貴 / 作曲 - 梶浦由記 / 編曲 - 安瀬聖
「乙女はDO MY BESTでしょ? 2007ver.」（4巻）
ボーカル - 菊地美香&小清水亜美&ゆかな&中原麻衣&千葉紗子&清水愛 / 作詞 - 畑亜貴 / 作曲 - 羽場仁志 / 編曲 - 大久保薫

#### 各巻リスト (Zwei)
| 巻数                                                                              | サブタイトル      | 脚本     | 絵コンテ        | 演出     | 作画監督                                | 発売日         |
| --------------------------------------------------------------------------------- | ----------------- | -------- | --------------- | -------- | --------------------------------------- | -------------- |
| 1                                                                                 | ユメノ☆ツヅキ     | 吉野弘幸 | 小原正和        | 小原正和 | 久行宏和（キャラクター） 大塚健（メカ） | 2006年11月24日 |
| 2                                                                                 | ア・ラ・シの予感  | 吉野弘幸 | 小原正和 須永司 | 小原正和 | 久行宏和（キャラクター） 大塚健（メカ） | 2007年2月23日  |
| 3                                                                                 | 縞の舞/乙女の迷宮 | 吉野弘幸 | 水草一馬        | 渡邊哲哉 | 久行宏和（キャラクター） 大塚健（メカ） | 2007年5月25日  |
| 4                                                                                 | つながるゆめ      | 吉野弘幸 | 小原正和        | 小原正和 | 久行宏和（キャラクター） 大塚健（メカ） | 2007年8月24日  |
| 上記全話を収録したBlu-ray Disc版『舞-乙HiME Zwei COMPLETE』は2009年10月27日発売。 |                   |          |                 |          |                                         |                |

### 舞-乙HiME 0〜S.ifr〜 (OVA)
TVシリーズより過去の時代のストーリーが描かれる。

#### スタッフ（0〜S.ifr〜）
- 企画 - サンライズ
- 原作 - 矢立肇
- 監督・キャラクターデザイン・アニメーションディレクター - 久行宏和
- シリーズ構成・脚本 - 樋口達人
- クリーチャーデザイン - 宮武一貴、阿久津潤一
- ゲストメカデザイン - 大河広行、金田正彦
- セットデザイン - 青木智由紀
- タイトルロゴデザイン - 鎌田誠
- 美術監督 - 三宅正人
- 色彩設計 - 横山さよ子
- 撮影監督 - 末弘孝史
- 編集 - 関一彦
- 音楽 - 蓜島邦明
- 音楽プロデューサー - 井上俊次
- 音楽制作 - ランティス
- 音響監督 - 中嶋聡彦
- 音響制作 - テクノサウンド
- プロデューサー - 古里尚丈、国崎久徳
- 製作 - サンライズ・バンダイビジュアル
- 発売元 - バンダイビジュアル

#### 主題歌（0〜S.ifr〜）
「Finality blue」（第1巻）
作詞 - 畑亜貴 / 作曲・編曲 - 宅見将典 / 歌 - 栗林みな実
「Heart All Green」（第2巻）
作詞・歌 - 栗林みな実 / 作曲・編曲 - 齋藤真也
「ここにあったね」（第3巻）
作詞 - 畑亜貴 / 作曲・編曲 - 黒須克彦 / 歌 - 栗林みな実

#### 各巻リスト（0〜S.ifr〜）
| 巻数                                                                                   | サブタイトル             | 脚本     | 絵コンテ | 演出     | 作画監督                                | 発売日         |
| -------------------------------------------------------------------------------------- | ------------------------ | -------- | -------- | -------- | --------------------------------------- | -------------- |
| 1                                                                                      | よそ見してると死にますよ | 樋口達人 | 久行宏和 | 渡邊哲哉 | 久行宏和（キャラクター） 大塚健（メカ） | 2008年2月22日  |
| 2                                                                                      | ヒメとヲトメ             | 樋口達人 | 渡邊哲哉 | 渡邊哲哉 | 久行宏和（キャラクター） 大塚健（メカ） | 2008年7月25日  |
| 3                                                                                      | わたしは生きたいのよ     | 樋口達人 | 久行宏和 | 渡邊哲哉 | 久行宏和（キャラクター） 大塚健（メカ） | 2008年11月21日 |
| 上記全話を収録したBlu-ray Disc版『舞-乙HiME 0〜S.ifl〜 COMPLETE』は2009年9月25日発売。 |                          |          |          |          |                                         |                |

## ドラマCD
- TVアニメ「舞-乙HiME」ドラマCD
  - ミス・マリアはみてた ガルデローベ秘裏日誌 Vol.1 2006年3月24日発売
  - ミス・マリアはみてた ガルデローベ秘裏日誌 Vol.2 2006年6月21日発売

## 漫画版
別項の漫画版（週刊少年チャンピオン版）以外にも『電撃G's magazine』（メディアワークス発行）において、橘セブン著『舞-乙HiME列伝 竜と乙女の涙』が掲載された。
1. 2005年11月8日発売、ISBN 4-25-321051-1
2. 2006年1月10日発売、ISBN 4-25-321052-X
3. 2006年4月7日発売、ISBN 4-25-321053-8
4. 2006年6月8日発売、ISBN 4-25-321054-6
5. 2006年8月8日発売、ISBN 4-25-321055-4

## ゲーム
舞-乙HiME 乙女舞闘史!!
2006年11月9日にPlayStation 2用ソフトとしてサンライズインタラクティブから発売された。

## 関連番組
『アリカ&ニナの乙女ちっくレディオ』
ランティスウェブラジオ等にて配信されていたインターネットラジオ。
『アリカ&ニナの乙女ちっくTV』
BIGLOBEストリームにて配信されていたインターネットテレビ。
第32回からタイトルが『アリカ&ニナの乙女ちっくTV Z』となった。
- 概要
  - MC：菊地美香（アリカ･ユメミヤ役）・小清水亜美（ニナ･ウォン役）
  - 配信期間：2005年10月1日から2006年9月29日（全53回）
  - 配信日：毎週金曜日
  - 配信サイト：BIGLOBEストリーム
- ゲスト
  - 第8回：千葉紗子（ナツキ・クルーガー役）
  - 第9回：三重野瞳（構成作家）
  - 第11回：野川さくら（シホ・ユイット役）
  - 第13回：岩男潤子（アカネ・ソワール役）
  - 第19回、20回：栗林みな実（エルスティン・ホー役）
  - 第23回、24回：進藤尚美（シズル・ヴィオーラ役）
  - 第27回：中原麻衣（鴇羽舞衣役）
  - 第34回、35回：新谷良子（アオイ・セノー役）